# Plato Latinus
Der Plato Latinus ist ein Projekt zur textkritischen Edition der mittelalterlichen Übersetzungen von Dialogen Platons aus dem Griechischen ins Lateinische sowie der lateinisch abgefassten oder ins Lateinische übersetzten Platon-Kommentare. Es ist ein Teilprojekt des Corpus Platonicum medii aevi, das aus zwei Teilen, dem Plato Latinus und dem Plato Arabus, besteht und zum Corpus philosophorum medii aevi gehört. Geleitet wird das Corpus Platonicum medii aevi von der British Academy, unterstützt vom Warburg Institute und von der Union Académique Internationale.
Das Vorhaben wurde der British Academy nach einem von Raymond Klibansky vorgelegten Plan von William David Ross vorgeschlagen. Die Akademie setzte zu diesem Zweck eine von Ross geleitete Kommission ein und übertrug im Jahr 1937 Klibansky die Leitung. Die vier Bände umfassende Edition der Dialoge ist abgeschlossen. 

## Ausgabe
- Plato Latinus, hrsg. von Raymond Klibansky. Warburg Institute, London 1940–1962
  - Band 1: Meno interprete Henrico Aristippo, hrsg. Victor Kordeuter, Lotte Labowsky, 1940 (Nachdruck: Kraus, Nendeln 1979)
  - Band 2: Phaedo interprete Henrico Aristippo, hrsg. Lorenzo Minio-Paluello, 1950 (Nachdruck: Kraus, Nendeln 1979)
  - Band 3: Parmenides usque ad finem primae hypothesis nec non Procli commentarium in Parmenidem (...) interprete Guillelmo de Moerbeka, hrsg. Raymond Klibansky, Lotte Labowsky, 1953 (Nachdruck: Kraus, Nendeln 1979)
  - Band 4: Timaeus a Calcidio translatus commentarioque instructus, hrsg. Jan Hendrik Waszink, 2. Auflage, 1975, ISBN 0-85481-052-8 (1. Auflage 1962)